# Dierner András
Dierner András (Nagyőr, 1803 – Pest, 1852. március 21.) tanár, ügyvéd.

## Élete
Teológiát és jogot hallgatott; azután több nemes családnál mint nevelő működött; 1832-ben a pesti evangélikus leányiskolához hívták meg a magyar nyelv tanárának.

## Munkái
- Leitfaden beim Unterrichte in der deutschen und ungarischen Sprache. Pest, 1842. (2. bőv. kiadás 1843. 3. jav. és bőv. k. 1848. Uo.)
- Magyarhoni történetek, a protestáns tanuló ifjuság számára. Uo. 1843. (2. jav. és bőv. kiad. Uo. 1846. 3. k. 1861. 4. k. 1863. 5. k. 1866. Hanthó Lajostól Magyarország történelme címmel és újra szerkesztve. 6. k. újra szerkesztve Zsilinszky Mihálytól 1868. Uo. 7. jav. kiadás újra szerkesztve Mihálfi Józseftől. Bpest, 1883. ugyanez németül, újra átdolgozva Hanthó Lajostól. Pest, 1862.)
- Az evang. kereszt. vallás és egyház történetének rövid vázlata. A protestáns tanuló ifjuság számára. Uo. 1845. (2. kiadás. U. utt, 1866.)
- Kurzgefasste Erdbeschreibung von Ungarn, für Schule und Haus. Uo. 1848. (Ugyanez magyarul: A magyar birodalom rövid földrajza c. 2. kiadás. Uo. 1861. Az 1. kiadást a kormány 1850-ben lefoglalta.)